# Bainoceratops efremovi
Bainoceratops efremovi („rohatá tvář z Bajan-Dzak“) byl rod malého ceratopsidního dinosaura, který žil asi před 75 miliony let (v období svrchní křídy) na území dnešního jižního Mongolska.

## Historie a popis
Bainoceratops efremovi byl popsán ruskými paleontology v roce 2003. Materiál sestává pouze z části páteře, je však dostatečně diagnostický, aby ukázal odlišnost tohoto rodu a známějšího protoceratopse. Blíže příbuzný byl bainosaurus například rodu Udanoceratops nebo Leptoceratops. Není ale jisté, zda se jedná o validní (vědecky platný) taxon.
Stejně jako ostatní ceratopsové byl tento dinosaurus býložravcem se zobákovitým zakončením čelistí, který spásal níže rostoucí vegetaci (zejména cykasy, kapraďorosty a jehličiny). Mohl žít v menších skupinách, o jeho sociálním chování ale zatím prakticky nic nevíme.